# Kamaiurá

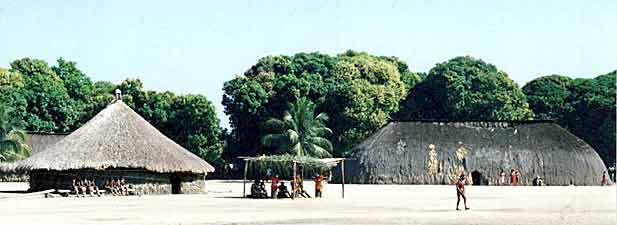
Kamaiurádorp

De Kamaiurá (ook Kamayurá of Camaiurá) zijn leden van een Indiaanse stam die wonen in het Parque Indígena do Xingu in Mato Grosso, Brazilië.
De Kamaiurá wonen in de regio waar de twee rivieren Kuluene en Kuliseu samenkomen, in de buurt van het Ipavumeer. Hun dorp ligt 10 kilometer ten noorden van de Leonardo Villas-Bôas Post en 500 meter van de zuidelijke oever van het meer. Het zijn vissers, verzamelaars, jagers en boeren.

## Geschiedenis
Volgens de Kamaiurá kwamen hun voorouders uit Wawitsa, een regio gelegen in het uiterste noorden van het park (waar zich de belangrijkste instroom van de Xingu rivier bevindt). Rond 1884 waren ze beland aan de oevers van het meer aan het eindpunt van hun immigratie. De reden voor deze verhuizing naar het zuiden blijkt een conflict te zijn geweest met volkeren die de gebieden in het noorden bewoonden, met name de Suyá en de Yudjá.
 
Toen de Duitse ontdekkingsreiziger Karl von der Steinen de stam bezocht rond 1884, telde deze 264 mensen. In 1954 was ten gevolge van een mazelenepidemie de populatie verminderd tot 94 en begin jaren 1970, nadat de regio in 1961 beschermd werd, terug aangegroeid tot 131. De bevolking bestond anno 2011 uit 467 mensen. Net als andere kleine inheemse culturen over de hele wereld, hebben de Kamayurá moeite zich aan te passen aan de gevolgen van ontbossing en klimaatverandering.

## Organisatie
Het Kamaiurádorp is gebouwd zoals de meeste dorpen in de Xingu-regio, met huizen die min of meer in cirkelvorm zijn gebouwd, bedekt met Sapegras (Imerata brasiliensis), met een afgerond dak dat reikt tot aan de grond. In het centrum van deze cirkelvormige ruimte bevindt zich het dorpsplein (hoka'yterip) waarnaar alle paden samenkomen. In het midden staat het "Huis der fluiten" (tapuwí). Deze rituele fluit (jakui) mag alleen gezien en aangeraakt worden door mannen. Aan de voorzijde van dit huis en gericht naar het oosten, staat de bank voor de rokerscirkel, waar de mannen bij elkaar komen om te vertellen over de gebeurtenissen van de dag of om specifieke onderwerpen te bespreken.
Het centrale plein is het centrum voor informatie, de openbare plaats voor sociale activiteiten, publieke debatten, waar de worstelwedstrijden van de Huka-Huka, de intertribale ceremonies en de meeste rituelen en festivals van het dorp zelf worden gehouden. Dit plein is ook de plek waar de officiële boodschappers uit andere dorpen worden ontvangen. Hier gebeurt ook de voedseldistributie onder de mannen.
Het huis daarentegen is een relatief donkere private plaats en tegelijkertijd een open plaats en voornamelijk het domein van de vrouwen en kinderen. Verschillende aanverwante families wonen aan de zijkanten, terwijl het middelste gedeelte waar de kookvuren en voedselvoorraad liggen, voor gezamenlijk gebruik bestemd is. Het dorp is omringd door het regenwoud en de rivierhavens zijn bereikbaar via een netwerk van paden dwars door het lage struikgewas, dat langs kleine individuele tuinen loopt.
De Kamaiurá hebben zich gespecialiseerd in het maken van manden, bogen, blaaspijpen gebruikt in de Jawari (traditioneel spel), kano’s gemaakt van de schors van de jatobá, hangmatten, visnetten, en de jakuifluit.

## Voeding
Het traditionele Kamaiurávoedsel bestaat meestal uit vis, beiju, pap, peper en bananen. Vis is de belangrijkste bron van eiwitten. Vogels worden gejaagd in het regenwoud terwijl wilde bessen en honing worden verzameld als belangrijkste voedingssupplement. Maniok wordt verbouwd en verwerkt in beiju en een dikke zoete soep genaamd mohete (gemaakt met het gekookte spoelwater van de maniokpulp).